# Leoberto Leal
Leoberto Leal is een gemeente in de Braziliaanse deelstaat Santa Catarina. In 2010 telde de gemeente 3.365 inwoners.

## Aangrenzende gemeenten
De gemeente grenst aan Alfredo Wagner, Angelina, Imbuia, Major Gercino, Nova Trento, Rancho Queimado en Vidal Ramos.